# Elezioni parlamentari in Nagorno Karabakh del 1991
Le elezioni parlamentari in Nagorno Karabakh del 1991 si sono tenute il 28 dicembre 1991 per la formazione del Consiglio Supremo (in seguito Assemblea nazionale) e sono state le prime nella storia di questo stato de facto.

## Antefatto
Il 30 agosto 1991, l'Azerbaigian deliberò di lasciare l'Unione Sovietica (di cui aveva fatto parte come RSS Azera) e diede vita alla repubblica di Azerbaigian. Il 2 settembre il Soviet supremo del Nagorno Karabakh decise di non seguire l'Azerbaigian e votò per la costituzione di una entità statale autonoma. Il 26 novembre il Consiglio Supremo dell'Azerbaigian riunito in sessione straordinaria votò una mozione per l'abolizione dello statuto autonomo del Karabakh ma la Corte Costituzionale sovietica due giorni dopo la respinse in quanto non più materia sulla quale l'Azerbaigian poteva legiferare. Il 10 dicembre 1991 la neonata repubblica del Nagorno Karabakh (Artsakh) approvò il referendum confermativo al quale fecero seguito appunto le prime elezioni politiche il 28 dicembre 1991.

## Le elezioni
Atteso il risultato del referendum conservativo vengono convocate le elezioni che si tengono il 28 dicembre e sono monitorate da una cinquantina di osservatori internazionali.
In conseguenza del risultato raggiunto Art'owr Mkrtčyan viene eletto presidente del Consiglio Supremo ed è considerato il primo presidente della neonata repubblica karabakha, mentre Oleg Yesayan viene nominato Primo Ministro.